# Varkens
De varkens of zwijnen zijn een familie uit de orde der evenhoevigen. Het tamme varken behoort tot deze familie. Er wordt verschil gemaakt tussen varkens of zwijnen van de Oude Wereld, de Suidae, en de pekari's van de Nieuwe Wereld. Beide families zijn nauw met elkaar verwant.
De mannetjes zijn groter dan vrouwtjes, en hebben opvallende slagtanden. Meestal krijgen varkens grote worpen, behalve de babiroesa's, die krijgen gewoonlijk slechts één jong per worp. Varkens hebben een opvallende neus die een wroetschijf wordt genoemd.

## Verspreidng
De familie komt in het wild voor in praktisch geheel Afrika, in Europa en Azië, In dat laatste werelddeel komen de dieren onder meer voor in  de Filipijnen, Indonesië tot de Buru,  de Soela-groep in de Molukken en op Timor. Verwilderde varkens en uitgezette wilde zwijnen komen ook in Australië, Noord-Amerika en op veel eilandengroepen in de Grote Oceaan voor. De ingevoerde varkens op deze eilanden zijn meestal kruisingen van een ondersoort van het wilde zwijn, Sus scrofa, gestreept zwijn, Sus (scrofa) vittatus, en een soort uit Celebes, het celebeswrattenzwijn, Sus celebensis.

## Classificatie
Tegenwoordig zijn er nog zes geslachten in leven. Er worden 18 levende soorten tot deze familie gerekend.
- geslacht Cainochoerus †
- geslacht Emichoerus †
- geslacht Hemichoerus †
- geslacht Paradoxodonides †
- onderfamilie Hyotheriinae †
  - geslacht Chleuastochoerus †
  - geslacht Dubiotherium †
  - geslacht Hyotherium †
  - geslacht Sinapriculus †
- onderfamilie Listriodontinae †
  - geslacht Eurolistridon †
  - geslacht Listriodon †
- onderfamilie Kubanochoerinae †
  - geslacht Kenyasus †
  - geslacht Kubanochoerus †
  - geslacht Libycochoerus †
  - geslacht Megalochoerus †
  - geslacht Nguruwe †
- geslacht Miochoerus †
- onderfamilie Tetraconodontinae †
  - geslacht Conohyus †
  - geslacht Lophochoerus †
  - geslacht Notochoerus †
  - geslacht Parachleuastochoerus †
  - geslacht Sivachoerus †
  - geslacht Tetraconodon †
- onderfamilie Namachoerinae †
  - geslacht Namachoerus †
- onderfamilie Suinae
  - tribus Suini
    - geslacht Eumaiochoerus †
    - geslacht Hippopotamodon †
    - geslacht Korynochoerus †
    - geslacht Microstonyx †
    - geslacht Sus (Echte zwijnen)
      - Palawanbaardzwijn (Sus ahoenobarbus)
      - Baardzwijn (Sus barbatus)
      - Visayawrattenzwijn (Sus cebifrons)
      - Celebeswrattenzwijn (Sus celebensis)
      - Varken (Sus domesticus)
      - Sus oliveri
      - Filipijns wrattenzwijn (Sus philippensis)
      - Wild zwijn of everzwijn (Sus scrofa)
      - Javaans wrattenzwijn (Sus verrucosus)

    - geslacht Porcula
      - Dwergzwijn (Porcula salvania)

  - tribus Potamochoerini
    - geslacht Celebochoerus †
    - geslacht Hylochoerus (Reuzenzwijnen)
      - Reuzenboszwijn, reuzenzwijn of Meinertzhagenzwijn (Hylochoerus meinertzhageni)

    - geslacht Kolpochoerus †
    - geslacht Potamochoerus (Boszwijnen)
      - Boszwijn (Potamochoerus larvatus)
      - Penseelzwijn of rivierzwijn (Potamochoerus porcus)

    - geslacht Propotamochoerus †

  - tribus Hippohyini †
    - geslacht Hippohyus †
    - geslacht Sinohyus †
    - geslacht Sivahyus †

  - tribus Phacochoerini
    - geslacht Metridiochoerus †
    - geslacht Phacochoerus (Knobbelzwijnen)
      - Woestijnknobbelzwijn (Phacochoerus aethiopicus)
      - Knobbelzwijn of Afrikaans wrattenzwijn (Phacochoerus africanus)

    - geslacht Potamochoeroides †

  - tribus Babyrousini
    - geslacht Babyrousa (Babiroesa's of hertzwijnen)
      - Gouden babiroesa (Babyrousa babyrussa)
      - Noordelijke babiroesa (Babyrousa celebensis)
      - Togianbabiroesa (Babyrousa togeanensis)